# Bur Lintang (berg i Indonesien, lat 4,53, long 96,84)
Bur Lintang är ett berg i Indonesien.   Det ligger i provinsen Aceh, i den västra delen av landet, 1 600 km nordväst om huvudstaden Jakarta. Toppen på Bur Lintang är 1 832 meter över havet.
Terrängen runt Bur Lintang är huvudsakligen kuperad. Runt Bur Lintang är det mycket glesbefolkat, med 5 invånare per kvadratkilometer. I omgivningarna runt Bur Lintang växer i huvudsak städsegrön lövskog.